# Herrlisheim
Herrlisheim (Harelse in dialetto alsaziano) è un comune francese di 4 666 abitanti situato nel dipartimento del Basso Reno nella regione del Grand Est.

## Società

### Evoluzione demografica
Abitanti censiti